# بکی نیوتون
بکی نیوتون (به انگلیسی: Becki Newton) (زاده ۴ ژوئیه ۱۹۷۸) بازیگر اهل ایالات متحده آمریکا است که از فیلم‌های معروف او می‌توان به بازی در سریال های آشنایی با مادر ، بتی بی‌ریخته ، فیلم آگوست راش و همچنین بابای آمریکایی! اشاره کرد.